# Ancelle della Sacra Famiglia
Le Ancelle della Sacra Famiglia (sigla A.S.F.) sono un istituto religioso femminile di diritto pontificio.

## Storia
La congregazione fu fondata nel 1933 a Cagliari dall'arcivescovo Ernesto Maria Piovella.
L'istituto ricevette il pontificio decreto di lode il 22 novembre 1956 e l'approvazione definitiva il 24 giugno 1967.

## Attività e diffusione
Le suore si dedicano all'educazione della gioventù, all'assistenza ai malati e collaborano con l'Azione cattolica e le opere di culto.
Le comunità della congregazione sono tutte in Italia; la sede generalizia è a Cagliari.
Alla fine del 2015 l'istituto contava  143religiose in 30 case.